# Свийчев
Свийчев (укр. Свійчів) — село в Овадновской сельской общине Владимирского района Волынской области Украины.
Население по переписи 2001 года составляет 397 человек. Почтовый индекс — 44723. Телефонный код — 3342. Занимает площадь 1,19 км².